# Henry Frusto
Henry Frusto, né le 14 avril 1986, à Recanati dans les Marches, est un coureur cycliste italien. Il est actif dans les années 2000 et 2010.

## Biographie
Alors amateur, Henry Frusto se distingue en remportant le Gran Premio Folignano en 2009. L'année suivante, il s'impose notamment sur le Giro delle Valli Aretine. Il évolue ensuite au niveau continental en 2011 et en 2012 au sein de l'équipe D'Angelo & Antenucci-Nippo, renommée par la suite Nippo. 

## Palmarès

### Par année
- 2007
  - 3e de la Coppa Comune di Castelfranco di Sopra
  - 3e de la Ruota d'Oro
- 2008
  - 2e du Trofeo Tosco-Umbro
- 2009
  - Trofeo Tosco-Umbro
  - Gran Premio Folignano
  - 2e du Grand Prix de la ville d'Empoli
  - 2e du Grand Prix de la ville de Montegranaro
  - 2e du Giro Ciclistico del Cigno
  - 3e du championnat d'Italie élites sans contrat
  - 3e du Trofeo Salvatore Morucci
  - 3e du Trofeo San Serafino
- 2010
  - Giro delle Valli Aretine
  - 2e du Grand Prix de la ville de Montegranaro
  - 3e de la Classica di Colbuccaro
  - 3e du Trophée international Bastianelli

### Classements mondiaux
| Année           | 2007 | 2008 | 2009 | 2010 |
| --------------- | ---- | ---- | ---- | ---- |
| UCI Europe Tour | 712e | 974e | 255e | 258e |